# Randoseru

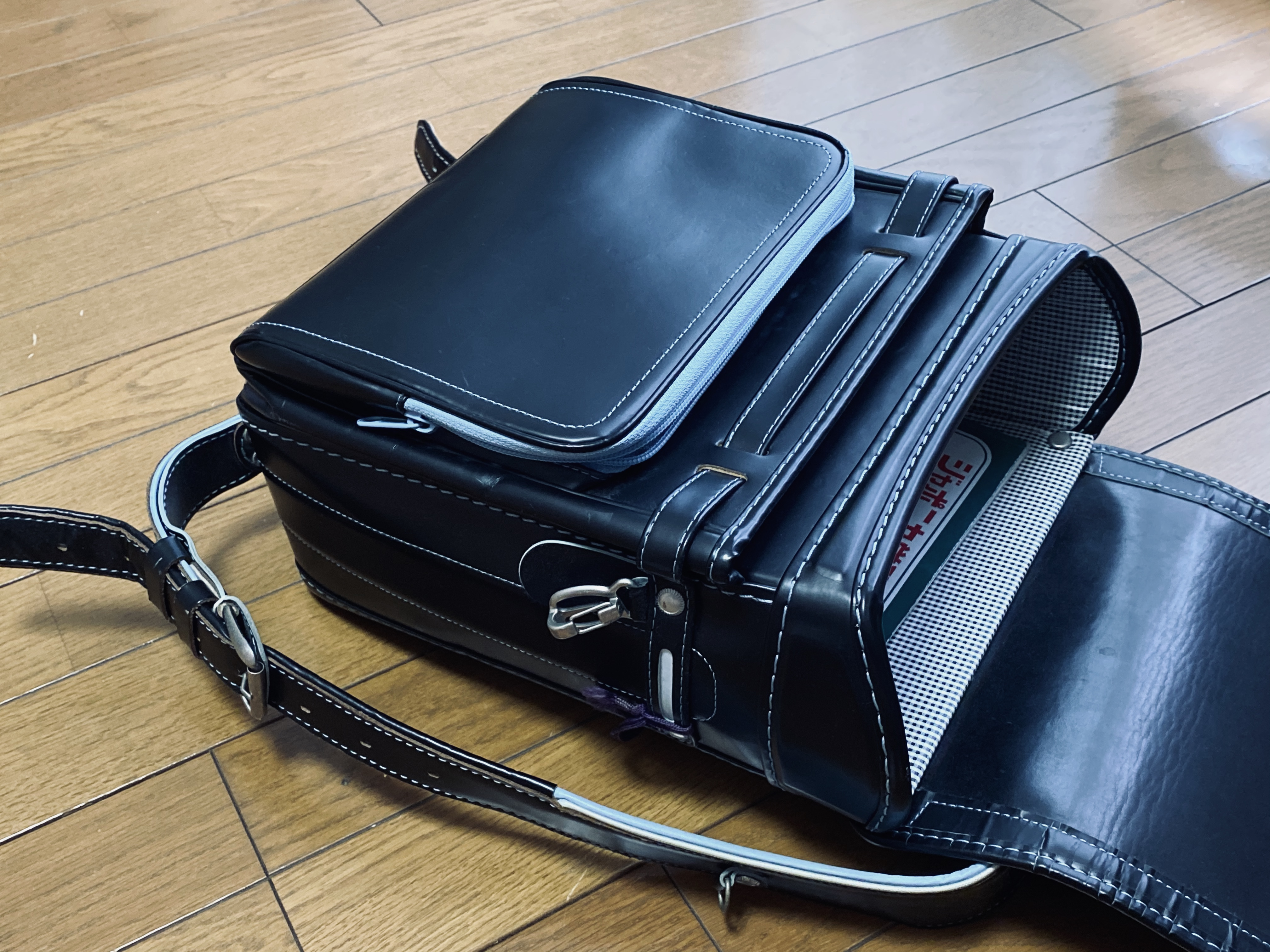
Randoseru de color negro.

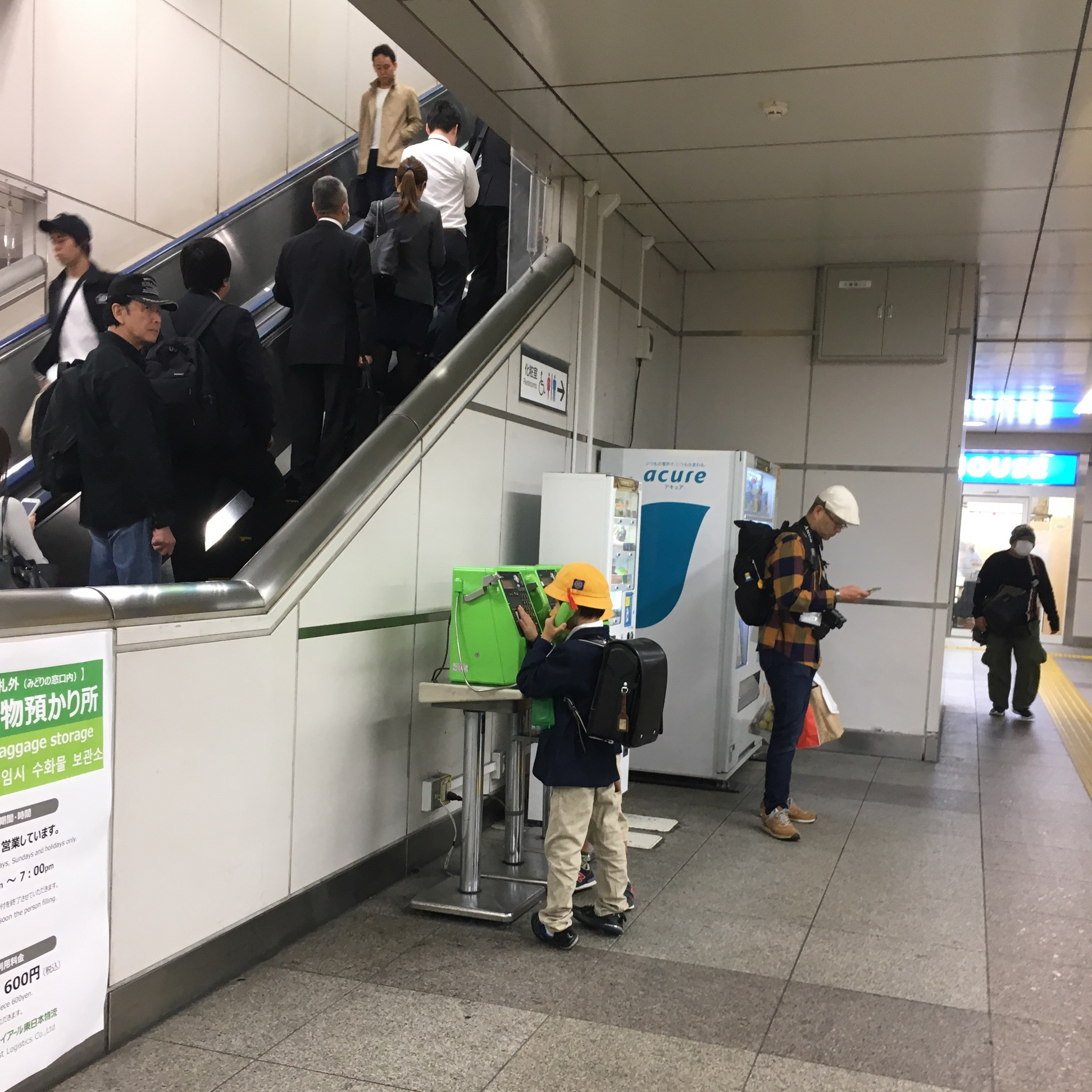
Niño en teléfono público con randoseru.

Randoseru (ランドセル randoseru?), (transliteración de la palabra holandesa "Ransel", que significa mochila o morral), es una mochila hecha de cuero o de material sintético similar al cuero, que muchos estudiantes en Japón, especialmente de primaria, llevan en la espalda; en la que ponen libros de texto, cuadernos, etc., cuando van a la escuela. Su nombre, randoseru, la explicación más frecuente es que proviene de ransel del idioma neerlandés y de ränzel del idioma alemán.

## Especificaciones

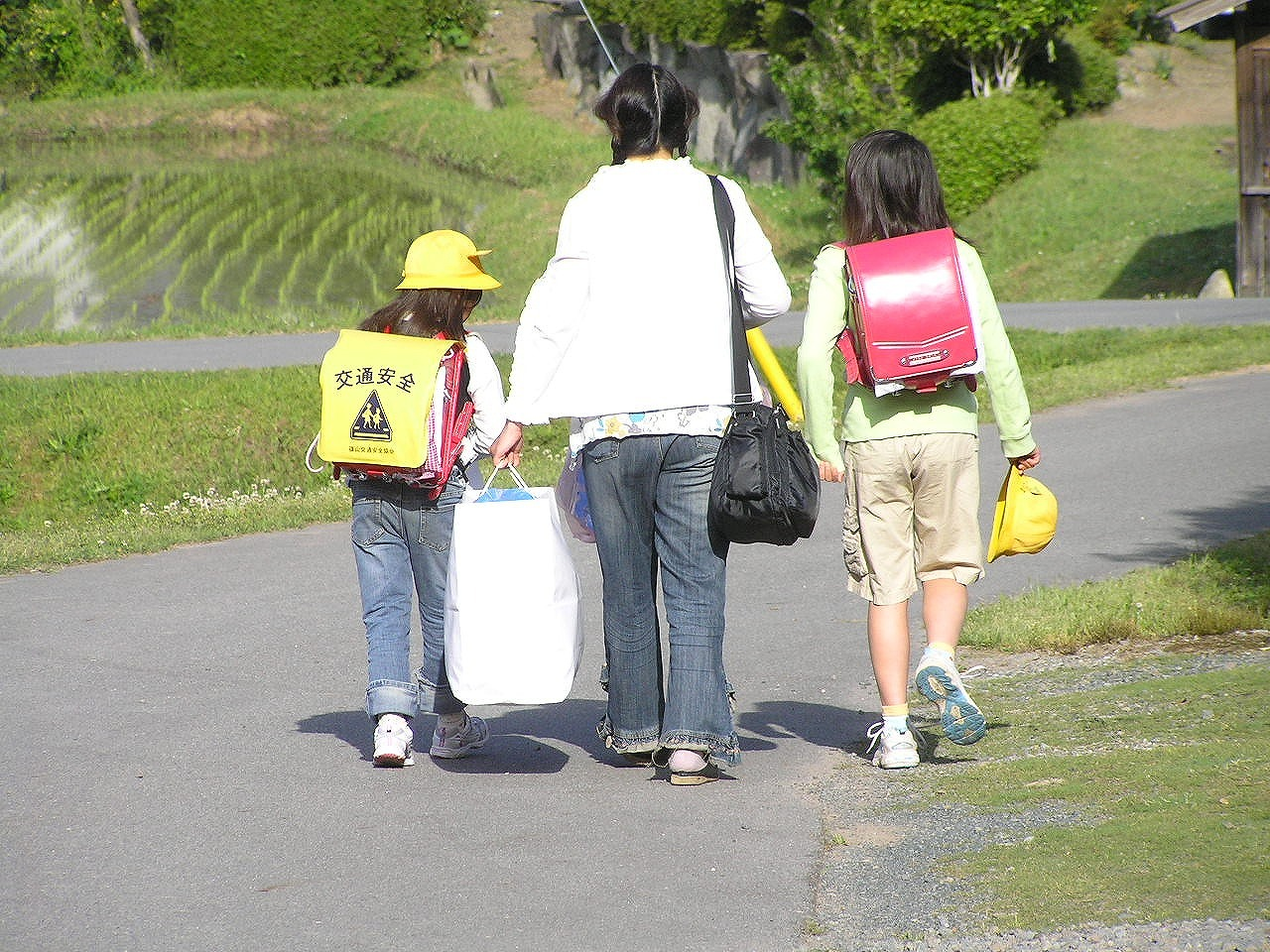
Niñas con randoseru rojos, uno con una cubierta plástica amarilla.

En las escuelas el color tradicional es negro para niños y rojo para niñas, aunque se consiguen también en colores rosa, marrón, azul oscuro, verde, etc.
En general su tamaño es de unos 30 cm de alto, 23 cm de ancho y 18 cm de profundidad, pesan alrededor de 1 kg y tienen un grado más suave en las superficies que tocan el cuerpo.
Para aumentar la seguridad vial de los estudiantes, se utilizan cubiertas plásticas amarillas, que cubren la parte posterior del randoseru para que ellos sean más visibles.

## Historia

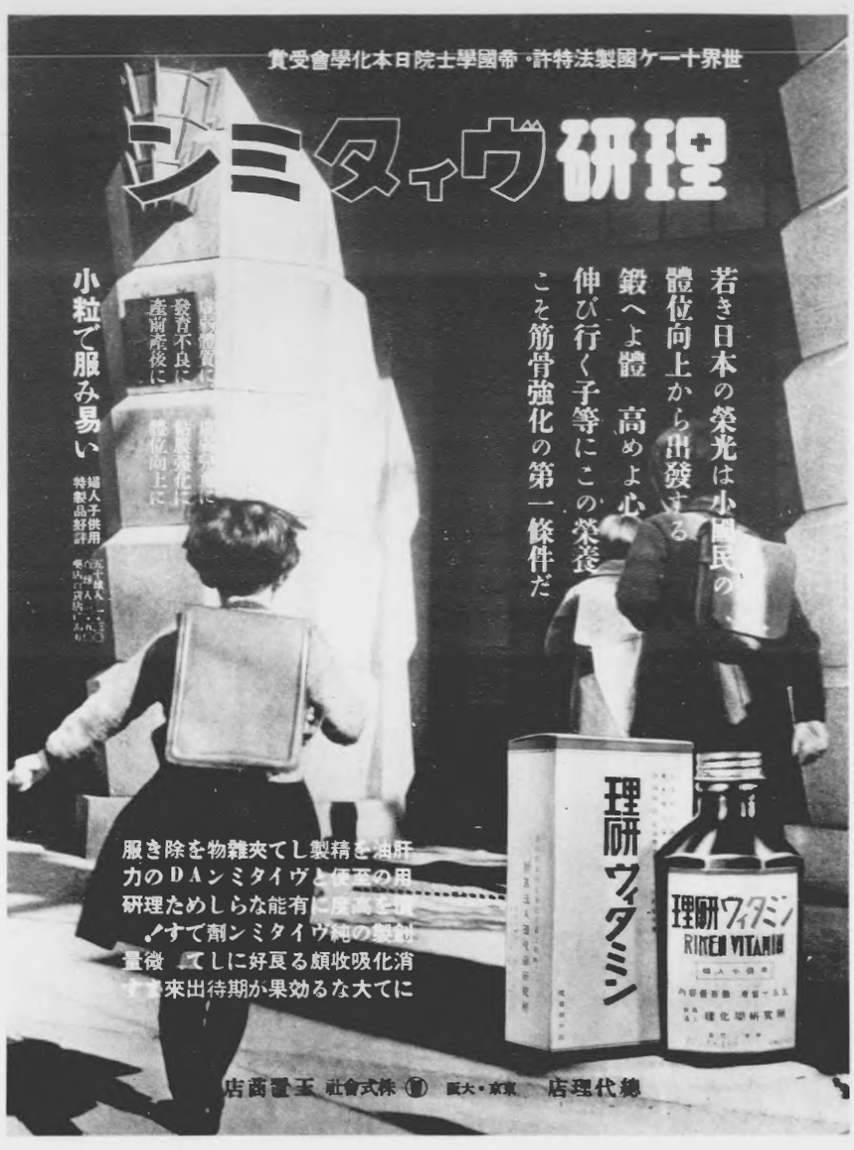
Randoseru en un anuncio de revista de 1938 en Japón.

El randoseru comenzó a utilizarse a finales del Período Edo. Junto con una ola de reformas occidentales en el ejército japonés, se introdujo una mochila de estilo holandés como una nueva forma para que los soldados japoneses llevaran su equipaje y otros artículos de uso personal.
Se considera que a finales del siglo XIX, a través de la escuela primaria Gakushūin (una escuela modelo administrada por el gobierno, en ese entonces), se inició el uso del randoseru en los estudiantes japoneses de primaria. Originalmente, el randoseru fue un artículo de la clase alta y no se popularizó debido a su costo.
Después de la Segunda Guerra Mundial, con al auge de la economía japonesa, los estudiantes adoptaron el randoseru para llevar sus útiles escolares.
Hoy en día, empresas japonesas fabrican randoseru para adultos, para ser utilizado en situaciones formales y comerciales.

## Popularidad

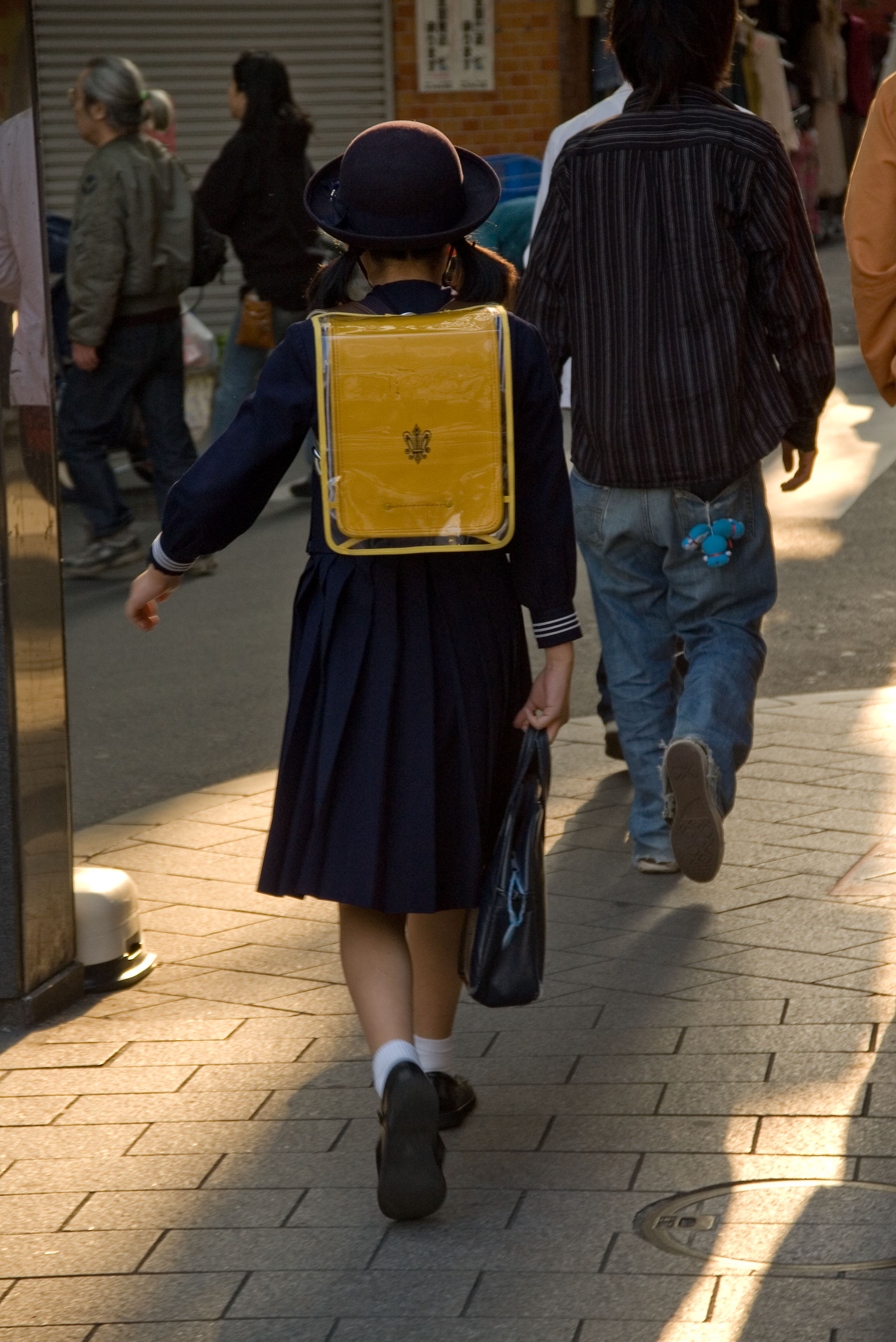
Estudiante con randoseru en Japón.

Estas mochilas estandarizadas y resistentes utilizadas en Japón, se han vuelto conocidas en Occidente.